# 耶魯大學藝術學院
耶魯大學藝術學院為耶魯大學底下十二個專業學院之一，為一所僅授予藝術創作碩士學位的專業藝術學院，提供平面設計、繪畫暨版畫、攝影以及雕塑等四門視覺藝術研究領域。
2003年美國新聞與世界報導於美國213個提供藝術創作碩士課程的系所所進行的系主任訪問（一校一代表）的調查結果，耶魯藝術學院與羅德島設計學院、芝加哥藝術學院一同於藝術創作領域排名第一。根據最近一期2008美國新聞與世界報導調查，耶魯大學藝術學院排名全美藝術創作研究所第二名。
據《耶魯藝術學院2010-2011學院報告》統計，2009年秋季班共有1,266位申請者，錄取66位，最終58位註冊，錄取率為5.2%。

## 歷史
耶魯大學在視覺藝術領域的研究始於1832年特朗布爾藝廊的啟用。美國慈善家Augustus Russell Street於1864年捐贈一筆款項用於建立藝術學院，學院建立之初於由藝術委員會管理，委員會其中一成員薩繆爾·摩斯，同時也是摩斯密碼發明人，即為耶魯大學校友。同為耶魯大學校友的安德魯·迪克森·懷特當時受學院教職員之請求擔任首任學院院長，但懷特婉拒該職，選擇接下康乃爾大學首任校長的職位。學院於1869年啟用時，為美國第一所隸屬於高等教育機構的藝術學院，提供素描、繪畫、雕塑以及藝術史等課程。

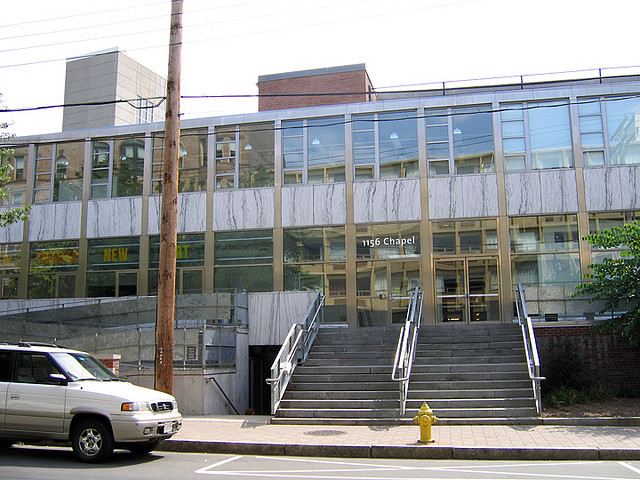
耶魯藝術學院Green Hall系館

西元1908年學院開始教授建築課程並於1916年成立建築系，由Everett Victor Meeks擔任系主任。在George Pierce Baker的帶領下藝術學院另於1925年增設戲劇系，擁有獨立系館。戲劇系於1955年脫離藝術學院，獨立為戲劇學院。平面設計（原平面藝術）學系則在Alvin Eisenman的帶領下設立於1951年，為美國第一個平面設計碩士課程。
1959年藝術暨建築學院正式成為研究生專業學院，四年後耶魯藝術暨建築學院大樓在各方爭議聲中啟用，該建築由Paul Rudolph設計，建築風格被歸類為現代主義建築流派下的粗野主義。
1972年，藝術學院與建築學院正式分家，此時期兩學院仍一起共用藝術暨建築學院大樓，直到2000年藝術學院位於鄰近的教堂街的系館正式啟用。名為Green Hall的系館目前由平面設計與攝影系的碩、學士班學生使用，繪畫暨版畫系位於Green Hall後方擁有該系之獨立系館。雕塑系之獨立系館則位於鄰近的Edgewood街上。

## 研究領域
耶魯藝術學院僅授予平面設計、繪畫暨版畫、攝影以及雕塑四門視覺藝術研究領域的藝術創作碩士學位，最低修業年限為兩年，每學期所有碩士候選人之作品皆須通過教職員審查。
研究生課程主軸為工作室藝術創作，其他副軸心課程包含素描、錄像藝術、字體設計、色彩學等課程。
耶魯藝術學院傑出校友包含畫家Jennifer Bartlett、查克·克洛斯（Chuck Close）、John Currin；攝影師Gregory Crewdson、Philip-Lorca diCorcia；雕塑家里查·塞拉、Eva Hesse、李明維；平面設計師Sheila Levrant de Bretteville、王敏以及裝置藝術家Matthew Barney。

## 學院網站
耶魯藝術學院網站是第一個維基式的學術機構網站，學院的每一位研究生、教職員工皆能夠在任何時間增修或刪減大部分的網頁內容，網站的開放設計體現藝術學院身為一建立在共同合作基礎上的社會群體，對於該社群每一位組成份子的信任，以及每一位組成份子對所屬社群的責任。網站上所有資訊除了如同任何其他網站之資訊一樣地可靠外，比起非維基式網站更能廣納不同的意見與聲音，反映出組成耶魯藝術學院各種不同的觀點。

## 外部連結
- 官方網站 （页面存档备份，存于）
- 2010年平面設計系畢業展 （页面存档备份，存于）